# Shy Guy at the Show
Shy Guy at the Show (kurz: SGATS) ist eine vierköpfige deutsche Indie-Rock-Band aus Leimersheim, die seit 2006 aktiv ist.

## Geschichte
Seit 2006 sind Shy Guy at the Show auf den Bühnen Deutschlands unterwegs und können bei ihren Live-Shows auf Songs von fünf Studioalben zurückgreifen. Der Gewinn zahlreicher Wettbewerbe und Awards stellt den innovativen Stilmix und die unverkennbare musikalische Handschrift der Indie-Rock and Roller eindrucksvoll unter Beweis.
Vom mit vielschichtig arrangierten Songs gespickten elegischen Konzeptalbum mit ausführlichem Comic bis hin zu zahlreichen pumpend-tanzbaren Stücken liefern die Musiker alles, was man sich als Fan eines innovativen, von den legendären Bands der ersten Dekade der 2000er-Jahre inspirierten britisch angehauchten alternativen Indie-Rocks wünscht.

## Diskografie
Alben
- 2006: Affection (The Sequence of Events) (Eigenvertrieb)
- 2008: Elliptic (Eigenvertrieb)
- 2010: The Birth of Doubt (Danse Macabre)
- 2013: Shy Guy at the Show (Equinoxe (Nova MD))
- 2017: Kingdom of the Self (Eigenvertrieb)
- 2023: Hug Me Sunshine (Eigenvertrieb)